# Iwanie (obwód rówieński)
Iwanie (ukr. Іваннє) – wieś na Ukrainie, w obwodzie rówieńskim, w rejonie dubieńskim, w hromadzie Prywilne. W 2001 liczyła 987 mieszkańców, spośród których 979 wskazało jako ojczysty język ukraiński, 7 rosyjski, a 1 inny.
W okresie międzywojennym wieś znajdowała się w granicach II RP, wchodząc w skład gminy Dubno w powiecie dubieńskim, w województwie wołyńskim.